# Enni Rukajärvi
Enni Rukajärvi (Kuusamo, 13 maggio 1990) è una snowboarder finlandese.

## Biografia
Specialista di big air, halfpipe e slopestyle, ha iniziato a gareggiare nelle categorie juniores ottenendo, quali migliori risultati, tre medaglie nelle rassegne iridate juniores, tra le quali due d'oro a Cardrona 2010 nelle specialità del big air e dello slopestyle.
A livello assoluto ha esordito in Coppa del Mondo il 4 novembre 2010 a Saas Fee, in Svizzera, giungendo 21ª in halfpipe. Ha conquistato il primo podio, nonché la prima vittoria, il 16 marzo 2013 a Špindlerův Mlýn nello slopestyle.
Ha partecipato all'edizione dei Giochi olimpici di Soči 2014, occasione in cui ha vinto la medaglia d'argento nello slopestyle.
Ha inoltre conquistato la medaglia d'oro ai campionati mondiali di La Molina 2011.

## Palmarès

### Olimpiadi
- 2 medaglie:
  - 1 argento (slopestyle a Soči 2014)
  - 1 bronzo (slopestyle a Pyeongchang 2018)

### Mondiali
- 2 medaglie:
  - 1 oro (slopestyle a La Molina 2011)
  - 1 argento (big air a Sierra Nevada 2017)

### Winter X Games
- 4 medaglie:
  - 1 oro (slopestyle ad Aspen 2011)
  - 1 argento (slopestyle ad Aspen 2012)
  - 2 bronzi (slopestyle ad Aspen 2018; slopestyle ad Aspen 2019)

### Mondiali juniores
- 3 medaglie:
  - 2 ori (big air, slopestyle a Cardrona 2010)
  - 1 bronzo (big air a Valmalenco 2008)

### Coppa del Mondo
- Miglior piazzamento nella Coppa del Mondo generale di freestyle: 5ª nel 2017
- Miglior piazzamento nella Coppa del Mondo di slopestyle: 2ª nel 2013
- Miglior piazzamento nella Coppa del Mondo di big air: 6ª nel 2020
- 7 podi:
  - 4 vittorie
  - 1 secondo posto
  - 2 terzi posti

#### Coppa del Mondo - vittorie
| Data            | Luogo           | Paese         | Disciplina |
| --------------- | --------------- | ------------- | ---------- |
| 16 marzo 2013   | Špindlerův Mlýn | Rep. Ceca     | SBS        |
| 20 gennaio 2017 | Laax            | Svizzera      | SBS        |
| 27 gennaio 2017 | Alpe di Siusi   | Italia        | SBS        |
| 24 agosto 2019  | Cardrona        | Nuova Zelanda | BA         |

Legenda:

BA = Big air

SBS = Slopestyle